# دیوید کوبیلو
دیوید کوبیلو (انگلیسی: David Cubillo؛ زادهٔ ۶ ژانویهٔ ۱۹۷۸) بازیکن فوتبال اهل اسپانیا است.
از باشگاه‌هایی که در آن بازی کرده‌است می‌توان به باشگاه فوتبال رایو وایکانو، باشگاه فوتبال اتلتیکو مادرید، باشگاه فوتبال رکریتیوو اوئلوا، باشگاه فوتبال فوئنلابرادا، باشگاه فوتبال ختافه، باشگاه فوتبال خرز، و باشگاه فوتبال اتلتیکو مادرید بی اشاره کرد.